# Liste der Straßen in Freital
Die Liste der Straßen in Freital enthält Informationen über die öffentlichen Straßen, Wege und Plätze der Großen Kreisstadt Freital im Landkreis Sächsische Schweiz-Osterzgebirge.

## Straßenlisten nach Stadtteilen
Aufgrund der großen Zahl der Straßen in der Stadt ist diese Liste nach den 15 Stadtteilen untergliedert. In den einzelnen Listenartikeln finden sich zudem weiterführende Informationen zum Straßennetz im jeweiligen Stadtteil.
- Birkigt
- Burgk
- Deuben
- Döhlen
- Hainsberg
- Kleinnaundorf
- Niederhäslich
- Pesterwitz
- Potschappel
- Saalhausen
- Schweinsdorf
- Somsdorf
- Weißig
- Wurgwitz
- Zauckerode

## Historische Straßennamen
Die folgende Tabelle zeigt historische Namen im Freitaler Straßennetz und den Zeitraum, in dem dieser Name verwendet wurde bzw. den Zeitpunkt, an dem ein früherer Straßenname (beispielsweise auf Kartenwerken) nachgewiesen ist. Die Sortierung erfolgt dazu zunächst über die heutigen, im ganzen Stadtgebiet eindeutigen, Straßennamen.
Typische Zeitpunkte für die Umbenennung von Straßen sind Eingemeindungen, hauptsächlich zur Wahrung der Eindeutigkeit der Straßenbezeichnung im Stadtgebiet, sowie politische und gesellschaftliche Umbrüche zu Beginn der 1930er (Machtergreifung der Nationalsozialisten) 1990er Jahre (Nachwendezeit). Zum 1. November 2014 wurden zuletzt zwölf Straßen im Stadtgebiet umbenannt, um nach der Eingemeindung von Pesterwitz 1999 entstandene doppelte Straßennamen im selben Postleitzahlgebiet zu beseitigen.
Die Tabelle erhebt keinen Anspruch auf Vollständigkeit.
| Heutiger Straßenname                   | Historische Bezeichnung                                            | Zeitraum/nachgewiesen        | Stadtteil                              |
| -------------------------------------- | ------------------------------------------------------------------ | ---------------------------- | -------------------------------------- |
| Albert-Schweitzer-Straße               | Ernst-vom-Rath-Straße                                              | 1943                         | Döhlen                                 |
| Albert-Schweitzer-Straße               | Karl-Marx-Straße                                                   | 1947, 1989                   | Döhlen                                 |
| Albrecht-Dürer-Straße                  | Wilhelm-Gustloff-Straße                                            | 1940, 1943                   | Potschappel                            |
| Altburgk                               | Untere Hauptstraße                                                 | 1922                         | Burgk                                  |
| Altburgk                               | Burker Straße                                                      | 1947                         | Burgk                                  |
| Alte Dresdner Straße                   | Dresdner Straße                                                    | – 31. Oktober 2014           | Pesterwitz                             |
| Alter Bahndamm                         | Bahnhofstraße                                                      | 1989                         | Kleinnaundorf                          |
| Am alten Bahnhof                       | Bahnhofstraße                                                      | 1939                         | Wurgwitz                               |
| Am Bäckerberg                          | Nordstraße                                                         | 1932, 1938, 1943, 1947       | Hainsberg                              |
| Am Bad                                 | Am Sportplatz                                                      | – 31. Oktober 2014           | Kleinnaundorf                          |
| Am Bahnhof                             | Bahnhofstraße                                                      | 1886                         | Potschappel                            |
| Am Burgwartsberg                       | Bergstraße (teilweise)                                             | 1911                         | Potschappel                            |
| Am Burgwartsberg                       | Windbergblick (teilweise)                                          | – 31. Oktober 2014           | Pesterwitz                             |
| Am Glaswerk                            | Schillerstraße                                                     | 1911                         | Döhlen                                 |
| Am Glaswerk                            | Genossenschaftsstraße                                              | 1925, 1932                   | Döhlen                                 |
| Am Glaswerk                            | Hermann-Göring-Straße                                              | 1938, 1940, 1943             | Döhlen                                 |
| Am Glaswerk                            | Breitscheidstraße                                                  | 1947                         | Döhlen                                 |
| Am Jochhöh                             | Jochhöhstraße                                                      | 1984                         | Pesterwitz                             |
| Am Langen Rain                         | Langer Rain                                                        | 1938                         | Döhlen                                 |
| Am Pfarrgarten                         | Schulstraße                                                        | – 31. Oktober 2014           | Pesterwitz                             |
| Am Roten Fuchs                         | Horst-Wessel-Straße                                                | 1938, 1940, 1943             | Pesterwitz                             |
| Am Roten Fuchs                         | Am Fuchsloch                                                       | 1947                         | Pesterwitz                             |
| Am Seilerschuppen                      | Neuburgker Straße                                                  | 1911, 1922                   | Burgk                                  |
| Am Walde                               | Dr.-Frick-Straße                                                   | 1939                         | Weißig                                 |
| An der Kirche                          | Kirchstraße                                                        | 1947                         | Deuben                                 |
| An der Spinnerei                       | Franz-Dietel-Straße                                                | 1938, 1940, 1943             | Hainsberg                              |
| An der Winzerei                        | Zauckeroder Straße (teilweise)                                     | – 31. Oktober 2014           | Pesterwitz                             |
| Anemonenstraße                         | Bismarckstraße                                                     | 1938, 1940, 1943             | Hainsberg                              |
| Anemonenstraße                         | Karl-Marx-Straße                                                   | 1947                         | Hainsberg                              |
| Anemonenstraße                         | Zetkinstraße                                                       | 1989                         | Hainsberg                              |
| Auenstraße                             | Bergstraße                                                         | 1911                         | Potschappel                            |
| August-Bebel-Straße                    | Herbert-Norkus-Straße                                              | 1943                         | Döhlen                                 |
| Bannewitzer Straße                     | Burgker Straße                                                     | 1911, 1922                   | Birkigt                                |
| Beethovenstraße                        | Kurt-Hausmann-Straße                                               | 1938, 1940, 1943             | Potschappel                            |
| Bergweg                                | Bergstraße                                                         | 1989                         | Kleinnaundorf                          |
| Brahmsstraße                           | Gartenstraße (teilweise)                                           | 1932, 1938                   | Potschappel                            |
| Brahmsstraße                           | Georgstraße                                                        | 1932, 1938, 1940, 1943       | Potschappel                            |
| Burgker Straße (Burgker Teil)          | Hauptstraße                                                        | 1911                         | Burgk                                  |
| Burgker Straße (Burgker Teil)          | Obere Hauptstraße/Untere Hauptstraße                               | 1922                         | Burgk                                  |
| Burgker Straße (Zschiedger Teil)       | Albertstraße                                                       | 1922                         | Burgk                                  |
| Carl-Thieme-Straße                     | Bachstraße, Roßthaler Straße (teilweise), Güterbahnhof Potschappel | – 2005                       | Potschappel                            |
| Clemens-Hanusch-Weg                    | Hinter den Gütern                                                  | 1932, 1938, 1947             | Niederhäslich                          |
| Deubener Weg                           | Hermann-Göring-Straße                                              | 1938, 1940, 1943             | Weißig                                 |
| Deubener Weg                           | Deubener Straße                                                    | 1947                         | Weißig                                 |
| Dorfplatz                              | Hauptstraße                                                        | 1911                         | Pesterwitz                             |
| Dresdner Landstraße                    | Kohlenstraße                                                       | 1922                         | Kleinnaundorf                          |
| Dresdner Landstraße                    | Dresdner Straße                                                    | 1939                         | Kleinnaundorf                          |
| Dresdner Straße                        | Obere Dresdner Straße/Untere Dresdner Straße                       | – 1964                       | Potschappel, Döhlen, Deuben, Hainsberg |
| Elbtalblick                            | Dresdner Straße                                                    | – 31. Oktober 2014           | Pesterwitz                             |
| Erich-Hanisch-Straße                   | Altfrankener Straße                                                | 1932, 1938, 1947             | Pesterwitz                             |
| Ferdinand-Freiligrath-Straße           | Dietrich-Eckart-Straße                                             | 1938                         | Birkigt                                |
| Finkenmühlenstraße                     | Hohe Straße (teilweise)                                            | 1922                         | Birkigt                                |
| Finkenmühlenstraße                     | Elisabethstraße (teilweise)                                        | 1925                         | Birkigt                                |
| Franz-Schubert-Straße                  | Carolastraße                                                       | 1911, 1932, 1938, 1940       | Potschappel                            |
| Freitaler Straße                       | Klein-Pesterwitzer Straße                                          | 1911                         | Pesterwitz                             |
| Friedensstraße                         | Ehrenhainstraße                                                    | 1939                         | Kleinnaundorf                          |
| Fuhrmannstraße                         | Feldstraße                                                         | 1911, 1932, 1938, 1943, 1947 | Deuben                                 |
| Gartenstraße                           | Hermann-Göring-Straße                                              | 1943                         | Wurgwitz                               |
| Gitterseer Straße                      | Dorfplatz (teilweise)                                              | 1911                         | Birkigt                                |
| Gitterseer Straße                      | Potschappler Straße                                                | 1922                         | Birkigt                                |
| Gutenbergstraße                        | Am Bahnhof                                                         | 1886                         | Potschappel                            |
| Hainsberger Straße                     | Horst-Wessel-Straße                                                | 1938, 1940, 1943             | Hainsberg                              |
| Hainsberger Straße                     | Hauptstraße                                                        | 1947                         | Hainsberg                              |
| Hauptstraße                            | Dorfstraße                                                         | 1922                         | Weißig                                 |
| Hauptstraße                            | Adolf-Hitler-Straße                                                | 1939, 1943                   | Weißig                                 |
| Heinrich-Zille-Straße                  | Osterbergstraße                                                    | 1938, 1943, 1947, 1989       | Potschappel                            |
| Hohe Lehne                             | Hohe Straße                                                        | 1911, 1925                   | Hainsberg                              |
| Hohe Lehne                             | Hindenburgstraße (Hainsberger Teil)                                | 1938, 1940, 1943             | Hainsberg                              |
| Hohe Lehne                             | Hohe Straße (Deubener Teil)                                        | 1943, 1947                   | Hainsberg                              |
| Hohe Straße                            | Hohe Straße                                                        | 1932                         | Wurgwitz                               |
| Hohe Straße                            | Immelmannstraße                                                    | 1938, 1940, 1943             | Wurgwitz                               |
| Hoher Plan                             | Bahnstraße                                                         | 1922                         | Kleinnaundorf                          |
| Hoher Plan                             | Hohe Straße                                                        | 1939                         | Kleinnaundorf                          |
| Hoher Weg                              | Tharandter Straße                                                  | 1947                         | Weißig                                 |
| Hirschbergstraße                       | Bergstraße                                                         | 1932, 1938                   | Hainsberg                              |
| Hüttenstraße                           | Deubener Straße                                                    | 1911                         | Döhlen                                 |
| Juststraße                             | Juststraße                                                         | 1922                         | Weißig                                 |
| Juststraße                             | Richthofenstraße                                                   | 1939, 1943                   | Weißig                                 |
| Kaitzbachstraße                        | Bachstraße                                                         | 1939, 1989                   | Kleinnaundorf                          |
| Kantstraße                             | Kirchstraße                                                        | 1886                         | Potschappel                            |
| Käthe-Kollwitz-Straße                  | Maikowskystraße                                                    | 1938                         | Birkigt                                |
| Kesselsdorfer Straße                   | Wilsdruffer Straße                                                 | 1932, 1938                   | Wurgwitz                               |
| Kirchstraße                            | Kirchstraße                                                        | 1925                         | Hainsberg                              |
| Kirchstraße                            | Schlageterstraße                                                   | 1938, 1940                   | Hainsberg                              |
| Kleine Siedlerstraße                   | Siedlerstraße                                                      | – 31. Oktober 2014           | Pesterwitz                             |
| Kohlenstraße                           | Hohe Straße                                                        | 1922                         | Burgk                                  |
| Leßkestraße                            | Augustusstraße                                                     | 1932, 1938, 1940, 1943       | Deuben                                 |
| Lucas-Cranach-Straße                   | Adolf-Damaschke-Straße                                             | 1925, 1932                   | Potschappel                            |
| Lucas-Cranach-Straße                   | Albert-Leo-Schlageter-Straße                                       | 1938, 1940, 1943             | Potschappel                            |
| Lucas-Cranach-Straße                   | Kurt-Koch-Straße                                                   | 1947, 1989                   | Potschappel                            |
| Ludwig-Richter-Straße                  | Schulstraße                                                        | 1911                         | Birkigt                                |
| Lutherstraße                           | Hauptstraße                                                        | 1911, 1932, 1938, 1940, 1943 | Döhlen                                 |
| Lutherstraße                           | Willi-Schneider-Straße                                             | 1947, 1989                   | Döhlen                                 |
| Moritz-Fernbacher-Straße               | Ringstraße                                                         | 1984                         | Zauckerode                             |
| Moritz-Fernbacher-Straße               | Straße der DSF                                                     | 1989                         | Zauckerode                             |
| Mozartstraße                           | Rathausstraße                                                      | 1922                         | Deuben                                 |
| Neumarkt                               | Ernst-Thälmann-Platz                                               | 1947                         | Döhlen                                 |
| Niedere Straße                         | Adolf-Hitler-Straße                                                | 1938, 1940                   | Pesterwitz                             |
| Niedere Straße                         | Karl-Marx-Straße                                                   | 1984, 1989                   | Pesterwitz                             |
| Niedere Straße                         | Lange Straße                                                       | – 31. Oktober 2014           | Pesterwitz                             |
| Oberhausener Straße                    | Kirchweg                                                           | 1938, 1943, 1947             | Hainsberg                              |
| Oberhausener Straße                    | Wilhelm-Pieck-Straße                                               | 1989                         | Hainsberg                              |
| Oberstraße                             | Adolf-Hitler-Straße                                                | 1943                         | Wurgwitz                               |
| Oberstraße                             | Hauptstraße                                                        | 1947, 1989                   | Wurgwitz                               |
| Oppelstraße                            | Straße der Befreiung                                               | 1984, 1989                   | Zauckerode                             |
| Oskar-Schimmrohn-Straße                | Schlageterstraße                                                   | 1938, 1940, 1943             | Pesterwitz                             |
| Parkweg                                | Schulstraße                                                        | 1947                         | Pesterwitz                             |
| Paul-Büttner-Straße                    | Moltkestraße                                                       | 1938, 1940, 1943             | Potschappel                            |
| Pestalozzistraße                       | Schulstraße                                                        | 1911                         | Deuben                                 |
| Pesterwitzer Straße                    | Von-Hindenburg-Straße (teilweise)                                  | 1939, 1943                   | Wurgwitz                               |
| Pesterwitzer Straße                    | Ernst-Thälmann-Straße (teilweise)                                  | 1947, 1989                   | Wurgwitz                               |
| Platz der Jugend                       | Friedrich-Ebert-Platz                                              | 1932                         | Potschappel                            |
| Platz der Jugend                       | Adolf-Hitler-Platz                                                 | 1938, 1940                   | Potschappel                            |
| Platz der Jugend                       | Friedrich-Ebert-Platz                                              | 1947                         | Potschappel                            |
| Platz der Jugend                       | Platz der Weltjugend                                               | 1984, 1989                   | Potschappel                            |
| Platz des Friedens                     | Burgker Straße                                                     | 1943, 1947                   | Burgk                                  |
| Poststraße                             | Poststraße                                                         | 1925, 1932                   | Deuben                                 |
| Poststraße                             | Hindenburgstraße                                                   | 1938, 1940, 1943             | Deuben                                 |
| Poststraße                             | Friedrich-Engels-Straße                                            | 1947                         | Deuben                                 |
| Querstraße                             | Martin-Mutschmann-Straße                                           | 1939, 1943                   | Weißig                                 |
| Reichardstraße                         | Grenzstraße                                                        | 1932, 1938, 1943, 1947       | Döhlen                                 |
| Reichardstraße                         | Paul-Gruner-Straße                                                 | 1989                         | Döhlen                                 |
| Richard-Wagner-Platz                   | Bismarckplatz                                                      | –1945                        | Potschappel                            |
| Richard-Wagner-Straße                  | Albertstraße                                                       | –1945                        | Potschappel                            |
| Richard-Wolf-Straße                    | Schulstraße                                                        | 1947                         | Hainsberg                              |
| Richard-Wolf-Straße                    | An der Schule                                                      | – 1. März 2006               | Hainsberg                              |
| Robert-Koch-Straße                     | G.-Anders-Straße                                                   | 1989                         | Deuben                                 |
| Rotkopf-Görg-Straße (Burgker Teil)     | Deubener Straße                                                    | 1922                         | Burgk                                  |
| Rotkopf-Görg-Straße (Deubener Teil)    | Burgker Straße                                                     | 1911                         | Deuben                                 |
| Rudolf-Breitscheid-Straße              | Hans-Schemm-Straße                                                 | 1939                         | Wurgwitz                               |
| Schafbergweg                           | SA-Schanze                                                         | 1943                         | Weißig                                 |
| Schäfereiweg                           | Killinger-Straße                                                   | 1943                         | Weißig                                 |
| Schulberg                              | Schulweg                                                           | 1939                         | Kleinnaundorf                          |
| Schulstraße                            | Schulstraße                                                        | 1922                         | Weißig                                 |
| Schulstraße                            | Hindenburgstraße                                                   | 1939                         | Weißig                                 |
| Semmelweisstraße                       | Egerstraße                                                         | 1932, 1938, 1943, 1947       | Deuben                                 |
| Siedlerstraße                          | Ernst-Holfert-Straße                                               | 1938, 1940, 1943             | Pesterwitz                             |
| Siedlung                               | Horst-Wessel-Straße                                                | 1939, 1943                   | Weißig                                 |
| Sonnenhöhe                             | Sonnenleite                                                        | 1947                         | Hainsberg                              |
| Steigerstraße                          | Hauptstraße                                                        | 1939                         | Kleinnaundorf                          |
| Steigerstraße                          | Ernst-Thälmann-Straße                                              | 1989                         | Kleinnaundorf                          |
| Steile Straße                          | Saalhausener Straße                                                | 1943, 1947                   | Weißig                                 |
| Straße der Stahlwerker                 | Otto-Grotewohl-Straße (teilweise)                                  | 1984, 1989                   | Zauckerode                             |
| Südhang                                | Südstraße                                                          | – 31. Oktober 2014           | Pesterwitz                             |
| Südstraße (Hainsberger Teil)           | Neue Straße                                                        | 1911                         | Hainsberg                              |
| Südstraße (Hainsberger Teil)           | Römerstraße                                                        | 1932, 1938, 1940, 1943       | Hainsberg                              |
| Südstraße (Hainsberger Teil)           | Ernst-Thälmann-Straße                                              | 1947                         | Hainsberg                              |
| Tharandter Straße                      | Dresdner Straße                                                    | 1947                         | Hainsberg                              |
| Thomas-Mann-Straße                     | Horst-Wessel-Straße                                                | 1938, 1940, 1943             | Potschappel                            |
| Thomas-Mann-Straße                     | Erich-Weinert-Straße                                               | 1947, 1989                   | Potschappel                            |
| Tulpenstraße                           | Kirchweg                                                           | 1911                         | Hainsberg                              |
| Tulpenstraße                           | Krug-Nidda-Straße                                                  | 1938, 1940, 1943             | Hainsberg                              |
| Tulpenstraße                           | Paul-Ehrlich-Straße                                                | 1947                         | Hainsberg                              |
| Turnergässchen                         | Turnerweg                                                          | 1938, 1943, 1947             | Hainsberg                              |
| Turnerstraße                           | Fabrikstraße                                                       | 1886                         | Potschappel                            |
| Uhlandstraße                           | Schulstraße                                                        | 1911                         | Potschappel                            |
| Unterstraße                            | Horst-Wessel-Straße                                                | 1943                         | Wurgwitz                               |
| Unterstraße                            | Untere Hauptstraße                                                 | 1947, 1989                   | Wurgwitz                               |
| Veilchenweg                            | Oststraße                                                          | 1938, 1943, 1947             | Hainsberg                              |
| Wartburgstraße                         | Wartburgstraße                                                     | 1911, 1925, 1932             | Schweinsdorf                           |
| Wartburgstraße                         | Bismarckstraße                                                     | 1938, 1940, 1943             | Schweinsdorf                           |
| Wartburgstraße                         | Karl-Liebknecht-Straße                                             | 1947, 1989                   | Schweinsdorf                           |
| Wigardstraße                           | Lindenstraße                                                       | 1911, 1925                   | Potschappel                            |
| Wilhelm-Müller-Straße                  | Philipp-Müller-Straße                                              | 1989                         | Niederhäslich                          |
| Wilsdruffer Straße (Potschappler Teil) | Zauckeroder Straße                                                 | 1911                         | Potschappel                            |
| Windbergallee                          | Datheallee                                                         | 1932, 1938, 1943, 1947       | Burgk                                  |
| Zechelsweg                             | Dr.-Ley-Weg                                                        | 1938, 1940, 1943             | Deuben                                 |
| Zelterstraße                           | Louisenstraße                                                      | 1911, 1932, 1938, 1943, 1947 | Deuben                                 |
| Zu den Kleingärten                     | Gartenstraße                                                       | 1938, 1947                   | Hainsberg                              |
| Zum Grund                              | Talstraße                                                          | 1943, 1947                   | Weißig                                 |
| Zum Güterbahnhof                       | Güterbahnhofstraße                                                 | 1911, 1932, 1938, 1947       | Hainsberg                              |
| Zum Hammerbach                         | Von-Killinger-Straße                                               | 1939                         | Wurgwitz                               |
| Zum Hammerbach                         | Karl-Marx-Straße                                                   | 1947, 1989                   | Wurgwitz                               |
| Zum Poisenwald                         | Obernaundorfer Straße                                              | 1932, 1938, 1947             | Niederhäslich                          |
| Zum Weinberg                           | Wurgwitzer Straße                                                  | – 31. Oktober 2014           | Pesterwitz                             |
| Zur Gartensiedlung                     | Grenzstraße                                                        | 1938, 1943, 1947             | Hainsberg                              |
| Zur Jakobuskirche                      | Zauckeroder Straße                                                 | – 31. Oktober 2014           | Pesterwitz                             |
| Zur Lessingschule                      | Schulstraße                                                        | 1932, 1938, 1947, 1989       | Potschappel                            |
| Zur Quäne                              | Saalhausener Straße                                                | 1947, 1989                   | Wurgwitz                               |
| Zur Sonnenleite                        | Sonnenleite                                                        | – 31. Oktober 2014           | Weißig                                 |
| Zur Wiederitz                          | Feldstraße                                                         | 1947, 1989                   | Wurgwitz                               |

Quellen der Nachweise:
- 1886: Stadtplan von Freital-Potschappel, 1:1 820, Lithographie, 1886
- 1911: Vorortsplan zum Adreßbuch von Dresden, 1:12 500, Lithographie, 1911
- 1922: Stadtplan von Freital, 1:10 000, Lithographie, 1922
- 1925: Stadtplan von Freital, 1:10 000, Lithographie, 1925
- 1932: Stadtplan von Dresden, 1:20 000, Lithographie, 1932
- 1938: Plan von Dresden, 1:20 000, Lithographie, 1938
- 1943: Stadtplan von Dresden, 1:20 000, Lithographie, 1943
- 1947: Plan von Dresden mit besonderer Kennzeichnung der total zerstörten Gebiete, 1:20 000, 1947
- 1989: Stadtplan Dresden 1:20.000 (1989)